# Eruca sativa

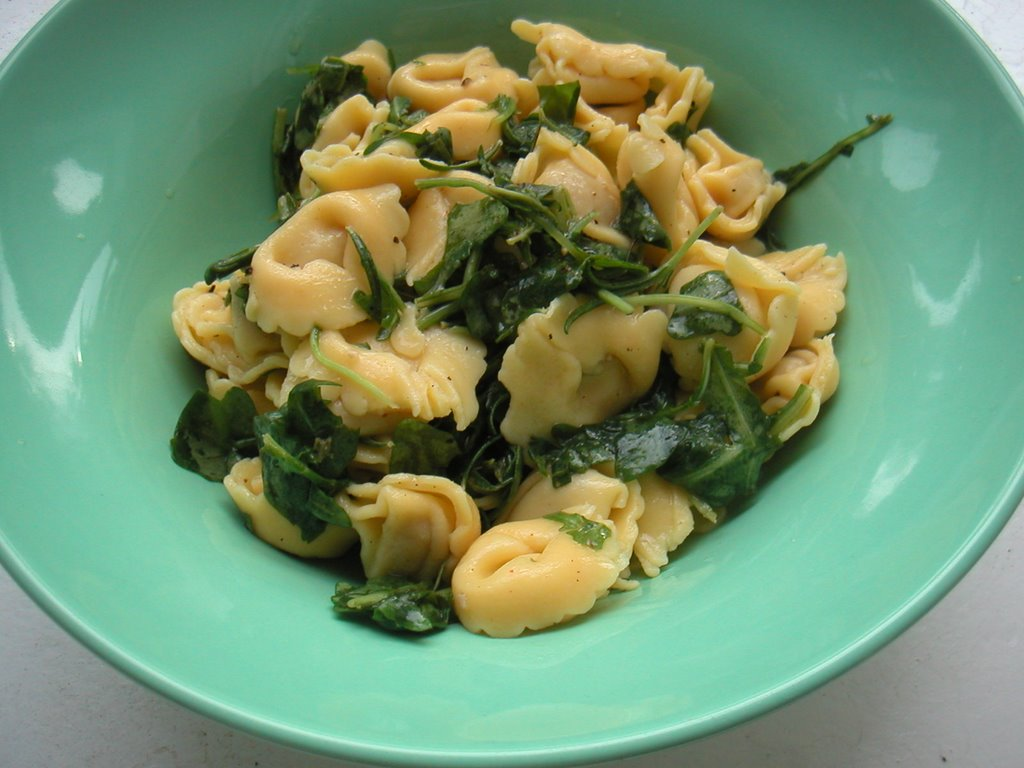
Tortel·lini amb ruca

El card eruga o ruca (Eruca sativa) és una espècie de planta amb flors del gènere Eruca dins la família de les brassicàcies (Brassicaceae). Es una planta nativa d'una franja que va des de la zona mediterrània fins a la Xina, però ha estat introduïda a gran part del món, com ara la major part d'Europa i Amèrica del Nord, Amèrica del Sud o Austràlia.
Addicionalment pot rebre els noms enciam, eruga, eruga ruqueta, ruca vera, ruques i ruqueta. També s'han recollit les variants lingüístiques card oruga, eruga roqueta, roqueta, roquetes i rúcula.
Fa una olor forta característica que recorda la d'altres brassicàcies com la col. És una planta de creixement molt ràpid i poc exigent en nutrients.

## Descripció
És una planta herbàcia anual, d'entre 10 cm i 1 metre d'altura, les fulles són pinnatífides (amb lòbuls profunds) i d'una llargària d'entre 7 i 20 cm. Les flors, d'una mida d'entre 2 i 4 cm, es troben disposades en inflorescències racemoses terminals, són blanquinoses o groguenques, amb quatre pètals amb una marcada venació porpra. La pol·linització és entomofília. El fruit és una síliqua que conté entre 6 i 8 llavors de color marró.

## Taxonomia
Aquesta espècie va ser publicada per primer cop l'any 1768 a la vuitena edició de l'obra The Gardeners Dictionary del botànic escocès Philip Miller (1691-1771).

### Sinònims
Els següents noms científics són sinònims d'Eruca sativa:
- Sinònims homotípics

- Brassica eruca L.
- Eruca eruca (L.) Asch. & Graebn.
- Eruca oleracea J.St.-Hil.
- Eruca vesicaria subvar. oleracea (J.St.-Hil.) Emb. & Maire
- Eruca vesicaria var. sativa (Mill.) Thell.
- Eruca vesicaria subsp. sativa (Mill.) Thell.
- Raphanus eruca (L.) Crantz
- Sinapis eruca (L.) Vest

- Sinònims heterotípics

- Brassica erucoides Hornem.
- Brassica erucoides Roxb.
- Brassica hispida Ten.
- Brassica lativalvis Boiss.
- Brassica turgida Pers.
- Brassica uechtritziana Janka
- Crucifera eruca E.H.L.Krause
- Eruca cappadocica Reut. ex Boiss.
- Eruca cappadocica Reut.
- Eruca cappadocica var. eriocarpa Boiss.
- Eruca foetida Moench
- Eruca glabrescens Jord.
- Eruca glabrescens var. valverdensis Pit.
- Eruca grandiflora Cav.
- Eruca hispida (Ten.) DC.
- Eruca lativalvis Boiss.
- Eruca longirostris var. leptocarpa Pau
- Eruca longistyla Pomel
- Eruca orthosepala (Lange) Lange
- Eruca permixta Jord.
- Eruca ruchetta Spach
- Eruca sativa var. dasycarpa Rouy & Foucaud
- Eruca sativa var. eriocarpa (Boiss.) Post
- Eruca sativa proles glabrescens (Jord.) Rouy & Foucaud
- Eruca sativa var. hispida Rouy & Foucaud
- Eruca sativa var. hispida (Ten.) J.Groves
- Eruca sativa subsp. lativalvis (Boiss.) Greuter & Burdet
- Eruca sativa proles permixta (Jord.) Rouy & Foucaud
- Eruca sativa var. polysperma Rouy
- Eruca stenocarpa var. major Rouy
- Eruca subbipinnata Chiov.
- Eruca sylvestris Bubani
- Eruca vesicaria var. cappadocica (Reut. ex Boiss.) P.Fourn.
- Eruca vesicaria subvar. hispida (Ten.) Thell.
- Eruca vesicaria subsp. lativalvis (Boiss.) Thell.
- Eruca vesicaria var. orthosepala Lange
- Euzomum hispidum Link
- Euzomum sativum Link
- Sinapis exotica DC.

## Usos
| Valor nutritiu de 100 grams de card eruga |          |
| Energia                                   | 104,6 kJ |
| Glúcids                                   | 3,65 g   |
| Sucres                                    | 2,05 g   |
| Fibra alimentària                         | 1,6 g    |
| Greixos                                   | 0,66 g   |
| Proteïnes                                 | 2,58 g   |
| Vitamines                                 |          |
| Vitamina A                                | 2373 IU  |
| Tiamina (Vit. B1)                         | 0,044 mg |
| Riboflavina (Vit. B₂)                     | 0,086 mg |
| Niacina (Vit. B₃)                         | 0,305 mg |
| Àcid pantotènic                           | 0,437 mg |
| Vitamina B₆                               | 0,073 mg |
| Àcid fòlic                                | 97 μg    |
| Vitamina C                                | 15 mg    |
| Vitamina E                                | 0,43 mg  |
| Vitamina K                                | 108,6 μg |
| Minerals                                  |          |
| Calci                                     | 160 mg   |
| Coure                                     | 0,076 mg |
| Ferro                                     | 1,46 mg  |
| Fòsfor                                    | 52 mg    |
| Magnesi                                   | 47 mg    |
| Manganès                                  | 0,321 mg |
| Potassi                                   | 369 mg   |
| Seleni                                    | 0,3 μg   |
| Sodi                                      | 27 mg    |
| Zinc                                      | 0,47 mg  |
| Altres                                    |          |
| Aigua                                     | 91,7 g   |
| Cendra                                    | 1,4 g    |

Objecte de recol·lecció silvestre des del temps dels romans com a mínim ha passat a ser conreada, ja que per influència de la cuina italiana el seu consum s'ha estès arreu del món. S'utilitza sobretot en amanida.
Amb la pasta la ruca s'utilitza sobretot crua o poc cuinada, vessada amb la salsa calent damunt de la pasta abans de servir perquè no perdi gaire consistència.

## Propietats nutritives
El card eruga té unes propietat nutritives importants, per exemple és una font de vitamines, carotenoides, fibra, mineral, glucosinolats, isotiocianats, flavonoides i compostos fitoquímics.